# Comuna de Przytoczna
Przytoczna (polaco: Gmina Przytoczna) é uma gminy (comuna) na Polónia, na voivodia da Lubúsquia e no condado de Międzyrzecki. A sede do condado é a cidade de Przytoczna.
De acordo com os censos de 2004, a comuna tem 5702 habitantes, com uma densidade 30,9 hab/km².

## Área
Estende-se por uma área de 184,5 km², incluindo:
- área agricola: 50%
- área florestal: 39%

## Demografia
Dados de 30 de Junho 2004:
|                      | Total   | Total | Mulheres | Mulheres | Homens  | Homens |
| -------------------- | ------- | ----- | -------- | -------- | ------- | ------ |
|                      | pessoas | %     | pessoas  | %        | pessoas | %      |
| População            | 5702    | 100   | 2779     | 48,7     | 2923    | 51,3   |
| Densidade (pop./km²) | 30,9    | 100   | 15,1     | 15,1     | 15,8    | 15,8   |

De acordo com dados de 2002, o rendimento médio per capita ascendia a 1867,52 zł.

## Subdivisões
- Chełmsko, Dębówko, Gaj-Poręba, Goraj, Krasne Dłusko, Krobielewo, Lubikowo, Nowa Niedrzwica, Przytoczna, Rokitno, Strychy, Stryszewo, Twierdzielewo, Wierzbno.

## Comunas vizinhas
- Bledzew, Międzychód, Międzyrzecz, Pszczew, Skwierzyna